# 神応寺 (八幡市)
神応寺（じんのうじ）は、京都府八幡市にある曹洞宗の寺院。山号は糸杉山（しすぎさん）。本尊は薬師如来。

## 歴史
石清水八幡宮のある男山の北側山腹に位置する。この寺は、貞観年間（859年 – 877年）行教によって創建されたと伝えられる。当初は四宗兼学の寺院であったが、室町時代後期に禅宗寺院となる。慶長年間（1596 – 1615年）、尾張国中島郡下津村の青松山正眼寺（現在小牧市に移転）の末寺として再興された。明治の神仏分離以前は、石清水八幡宮の神宮寺であった。

## 境内
本堂、開山堂、禅堂、書院、庫裏、鐘楼などがあり、やや離れて奥の院の杉山谷不動がある。
- 本堂 - 寛政7年（1795年）の再建。
- 書院 - 様式から寛永年間（1624 - 1643年）の建立と推定される。伏見城の遺構とも伝えるが定かでない。襖絵は狩野山雪の作と推定される。
- 鐘楼 - 元禄5年（1692年）の棟札がある。

## 文化財
- 重要文化財
  - 木造行教律師坐像

## 所在地
- 京都府八幡市八幡西高坊24

## 近隣施設
- 石清水八幡宮